# Długonogwanowate
Długonogwanowate (Polychrotidae) – rodzina jaszczurek z infrarzędu Iguania w rzędzie łuskonośnych (Squamata). Wcześniej, a przez niektórych systematyków nadal, traktowana jako podrodzina Polychrotinae w rodzinie legwanowatych (Iguanidae). Czasami są mylone z kameleonami (z powodu zdolności do zmiany barwy) lub z gekonami (z powodu zdolności do wspinaczki), ale nie są blisko spokrewnione z żadną z tych grup.

## Zasięg występowania
Rodzina obejmuje gatunki występujące w Ameryce Środkowej i Południowej. 

## Charakterystyka
Są to małe jaszczurki o smukłym ciele długości 25–120 mm, zwykle nadrzewne, ale są też w tej rodzinie gatunki naziemne i wodne. Ubarwienie najczęściej zielone, rzadziej brązowe. U większości występują pomiędzy palcami blaszki rogowe (lamellae) ułatwiające wspinanie oraz barwny fałd podgardzielowy wykorzystywany w komunikacji wewnątrzgatunkowej. Wszystkie gatunki długonogwanowatych są jajorodne.

## Systematyka

### Podział systematyczny
We wcześniejszych klasyfikacjach do Polychrotidae zaliczano ponad 650 gatunków grupowanych w rodzajach Anolis, Chamaeleolis, Chamaelinorops, Ctenonotus, Dactyloa, Norops, Polychrus i Xiphosurus. W wyniku przeprowadzonych badań Frost i wsp. (2001) dokonali taksonomicznej rewizji rodziny, do długonogwanowatych zaliczając jedynie Polychrus i Anolis, a pozostałe powyższe rodzaje włączając do Anolis. Analizy molekularne sugerują jednak, że grupa obejmująca te dwa rodzaje nie jest monofiletyczna, dlatego Townsend i in. (2011) ograniczyli zasięg nazwy Polychrotidae jedynie do występującego współcześnie rodzaju Polychrus (w XXI wieku opisano dwa rodzaje wymarłe), natomiast Anolis (sensu lato, tj. obejmujący również pozostałe powyższe rodzaje z wyjątkiem Polychrus) przenieśli do odrębnej rodziny Anolidae. W takim ujęciu do rodziny należy jeden występujący współcześnie rodzaj:
- Polychrus Cuvier, 1817

Opisano również rodzaje wymarłe:
- Afairiguana Conrad, Rieppel & Grande, 2007[6] – jedynym przedstawicielem był Afairiguana avia Conrad, Rieppel & Grande, 2007
- Sauropithecoides Smith, 2011[7] – jedynym przedstawicielem był Sauropithecoides charisticus (Smith, 2006)